# Mindon Min

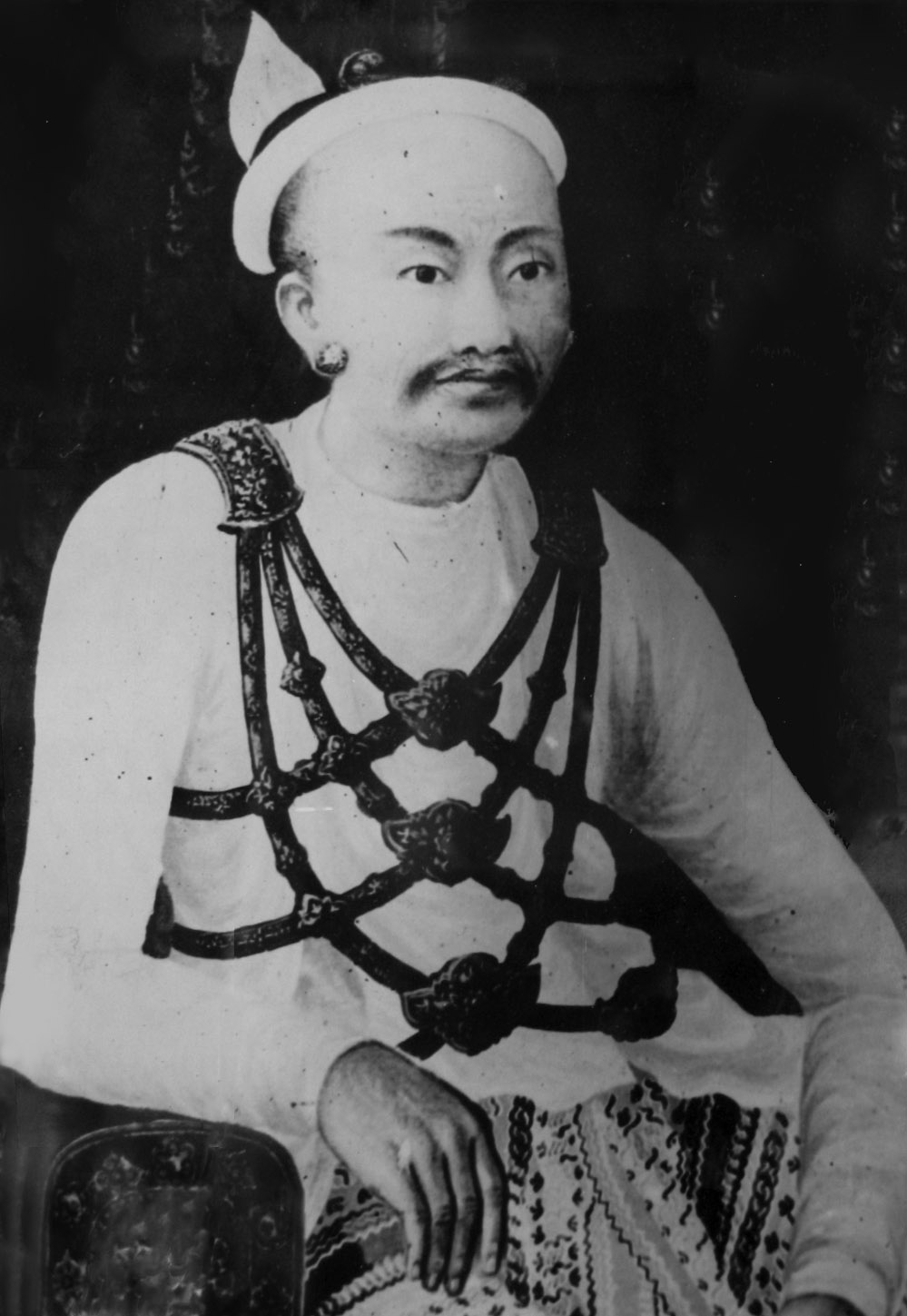
Mindon Min auf einem Porträt im Palast von Mandalay

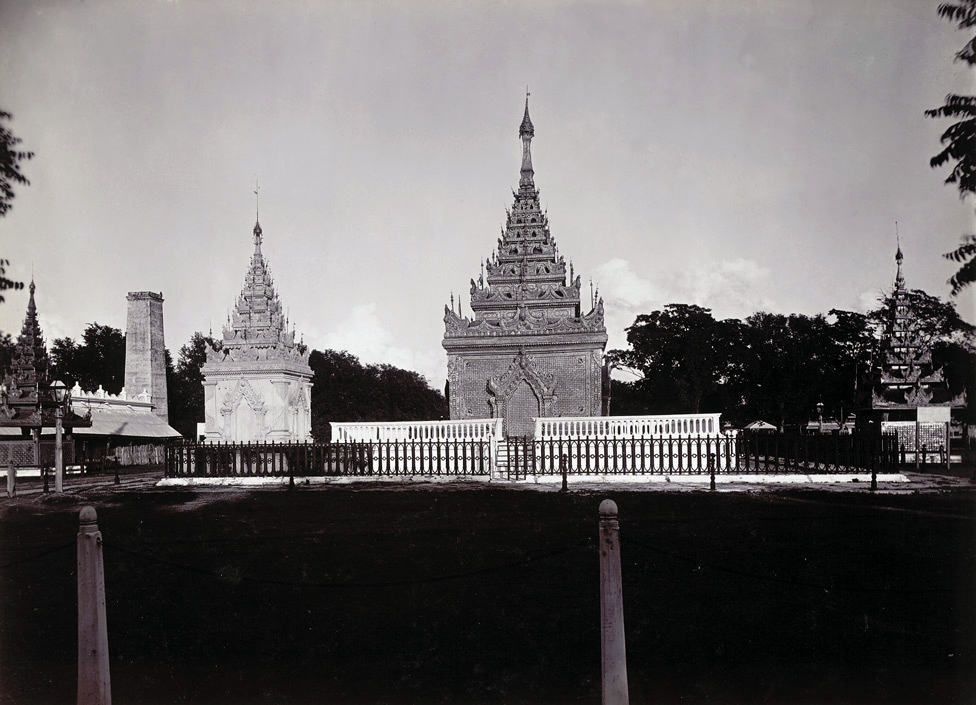
Grabmal von König Mindon in Mandalay

Mindon Min (Birmanisch မင်းတုန်းမင်း; * 8. Juli 1808 in Amarapura; † 1. Oktober 1878 in Ava) war der vorletzte König von Birma von 1853 bis zu seinem Tod. Zudem war er einer der populärsten und am meisten verehrten Könige des Landes. 

## Biografie

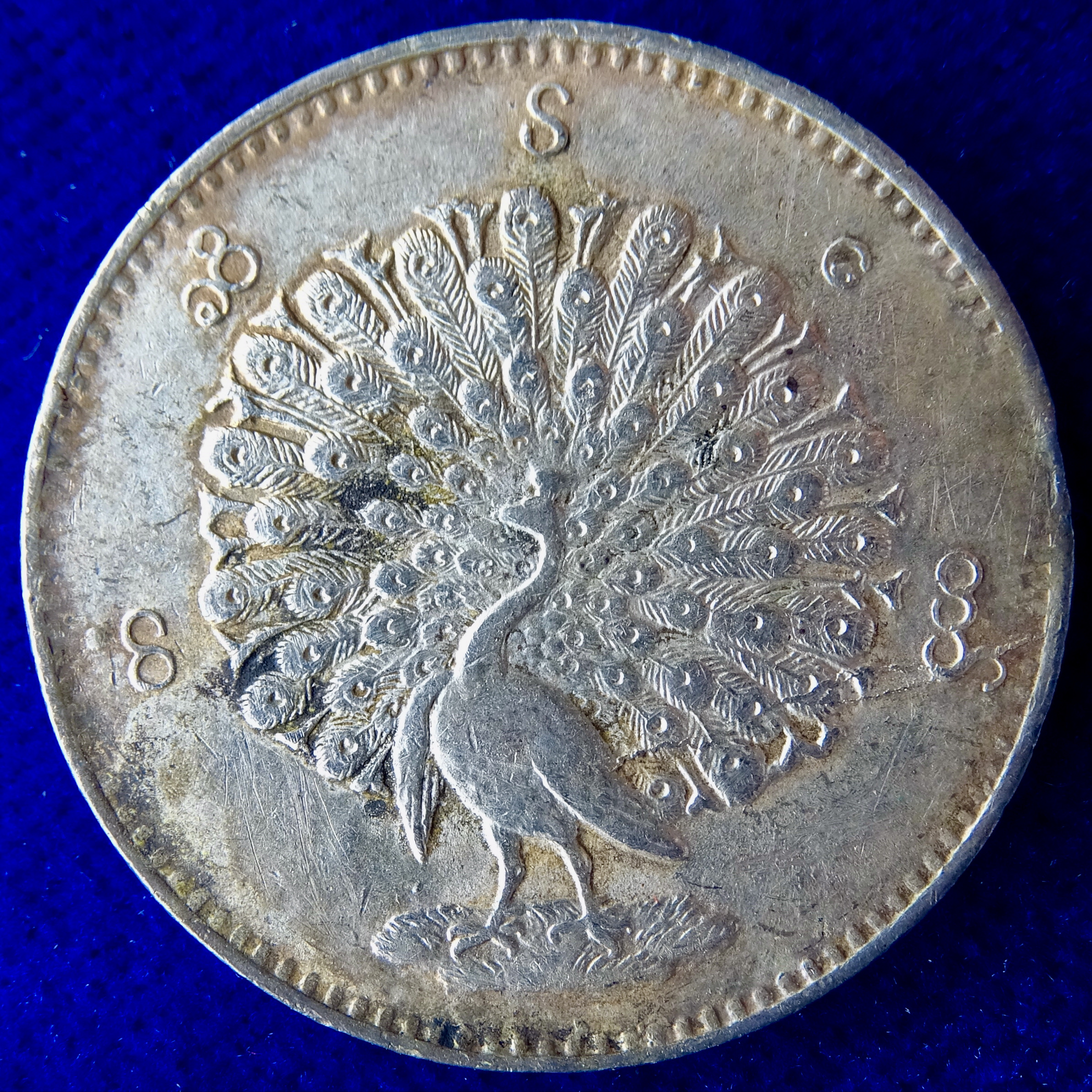
Die erste maschinell hergestellte burmesische Rupie von 1853, Vorderseite

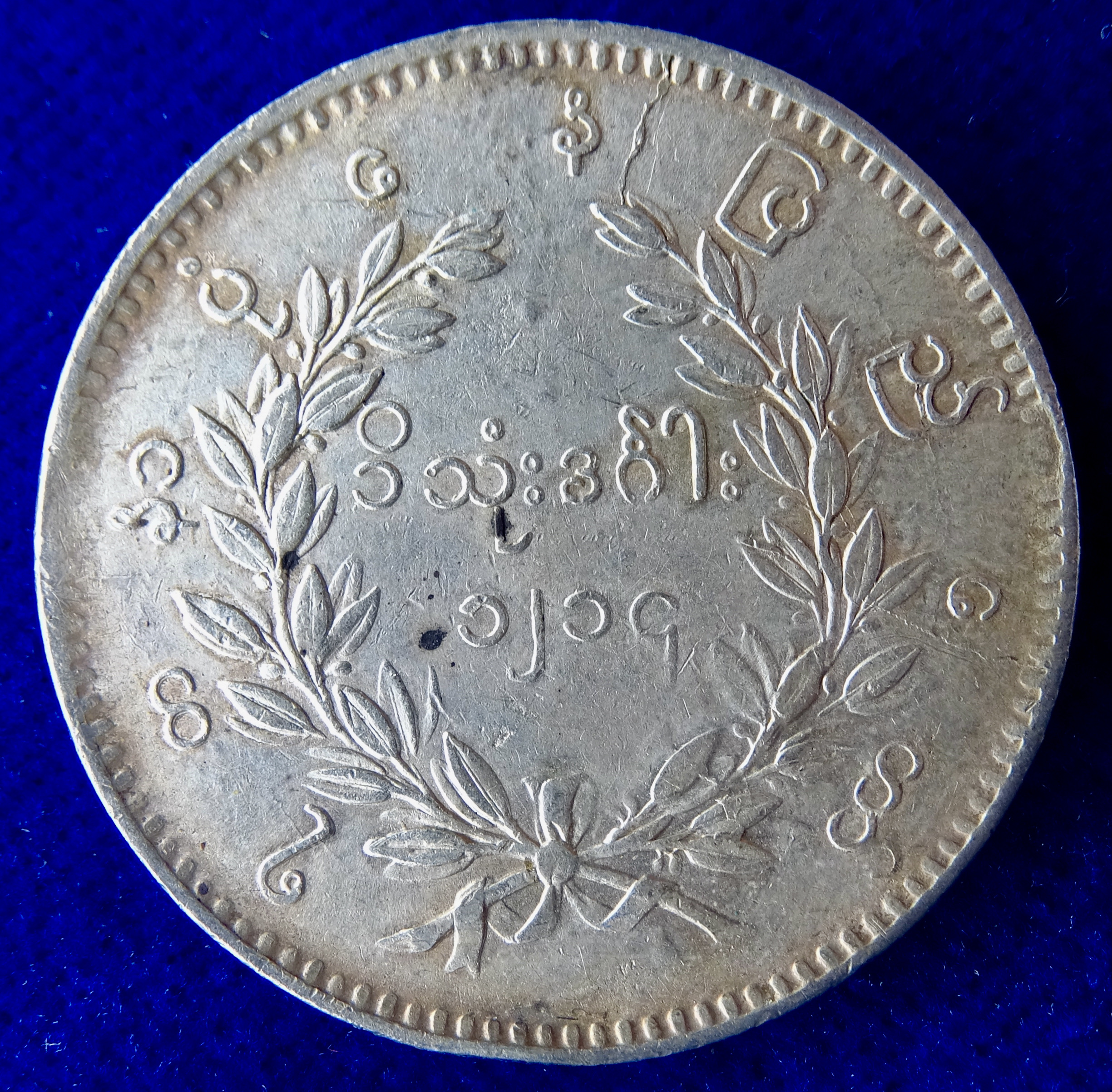
Die Rückseite dieser populären Silbermünze

Während der Herrschaft seines Halbbruders Pagan Min (1848 bis 1853) wurde der Zweite Britisch-Birmanische Krieg beendet, bei dem die Engländer das untere Birma annektierten. König Mindon und dessen jüngerer Bruder Ka Naung überwältigten ihrer beider Halbbruder Pagan und suchten um Frieden mit den Engländern nach. Die meiste Zeit seiner Regierung versuchte Mindon Min, die englischen Eroberungsgelüste einzudämmen und sein Land zu modernisieren. 
König Mindon gründete 1854 die letzte königliche Hauptstadt in Birma, Mandalay. Ka Naung, der als Kronprinz eingesetzt wurde, erwies sich als geborener Administrator und Modernisierer. Während der Regierungszeit Mindon Mins wurden zahlreiche Akademiker nach Frankreich, Italien, die Vereinigten Staaten von Amerika und nach Großbritannien gesandt, um den überwältigenden Fortschritt, der durch die industrielle Revolution ausgelöst worden war, zu studieren. 
Mindon Min ließ als erster eine maschinenbetriebene Münzerei einrichten und hielt zudem den 5. buddhistischen Kongress in Mandalay ab. Der Kongress produzierte das größte Buch der Welt, die Tipitaka, mit 729 Seiten des buddhistischen Pali-Kanons. Jede der Seiten war auf einer Marmorplatte aufgeschrieben, die jeweils in einem kleinen Stupa bei der Kuthodaw-Pagode am Fuße des Mandalay-Hügels aufbewahrt wurde. 
Auch stiftete Mindon Min eine neue Hti („Schirm“ oder Krone mit vergoldetem und mit Edelsteinen versehenen Material) für die mehr als 100 Meter hohe Shwedagon-Pagode, die im zu dieser Zeit von den Briten beherrschten Rangun steht. Ihm wurde es allerdings nicht gestattet, die Pagode zu besuchen. 
Während einer ansonsten erfolglosen Palastrebellion der Prinzen Myin Kun und Myin Khondaing am 18. Juni 1866, die von den Briten angestiftet worden war, kam Ka Naung ums Leben und Mindon Min konnte um Haaresbreite sein Leben retten. Die Prinzen konnten zu den Briten fliehen und erhielten dort Amnestie. Dies veranlasste Mindon Min, keinen Nachfolger zu benennen. Eine seiner Königinnen, Hsinbyumashin, beherrschte die letzten Tage des Monarchen. Sie befahl die Ermordung fast aller Mitglieder der königlichen Familie, so dass ihre Tochter Supayalat und ihr Schwiegersohn Thibaw Min auf den Thron gelangen konnten. Enge Verwandte des Königshauses wurden ermordet, nachdem sie unter dem Vorwand, der König wolle ihnen vor seinem Ableben noch einmal Lebewohl sagen, in eine Falle gelockt worden waren.